# Sabretooth (truyện tranh)
Sabretooth (Victor Creed) là một nhân vật hư cấu xuất hiện trong truyện tranh dài tập của Mỹ, được xuất bản bởi Marvel Comics. Nhân vật này được biết đến nhiều nhất trong các phần truyện của nhóm X-Men, và đặc biệt là một kẻ thù không đội trời chung với người sói Wolverine. Được tạo hình bởi nhà văn Chris Claremont và họa sĩ/nhà văn John Byrne, nhân vật này xuất hiện lần đầu trong Iron Fist #14 (tháng 8 năm 1977). Sabretooth ban đầu được miêu tả là một kẻ giết người hàng loạt nhưng sau này được viết lại là một người đột biến sở hữu sức mạnh siêu phàm, đáng chú ý  nhất là khả năng hồi phục cực kỳ nhanh chóng, cộng thêm một bộ răng nanh nhọn, móng vuốt sắc bén và siêu cảm giác. Sabretooth là một sát thủ tàn bạo, hắn giết người khi được thuê mướn hay chỉ nhằm thỏa mãn niềm vui cá nhân của mình. 
Các thông tin về sự hận thù giữa hắn và Wolverine có nhiều mâu thuẫn. Người ta đều biết cả Wolverine và Sabretooth cùng tham gia chương trình Vũ khí hạng nặng Chiến tranh lạnh Weapon X, Sabretooth nhận thấy Wolverine là một đối thủ cạnh tranh nên luôn tìm cách phản đối hay giết anh ta. Nếu như Wolverine cố gắng không để những phẩm chất man rợ, thú tính trong người mình lấn át thì Sabretooth lại làm ngược lại, cho đến khi đến sự kiện 2014 "AXIS"
Nhân vật này đã từng xuất hiện trong một vài phim hoạt hình và trò chơi điện tử về X-Men, và được thể hiện bởi đô vật chuyên nghiệp Tyler Mane trong bộ phim điện ảnh X-Men đầu tiên, Liev Schreiber cũng thủ vai nhân vật này trong phim điện ảnh X-Men Nguồn gốc của người sói (công chiếu năm 2009). Tháng 5 năm 2008, tạp chí Wizard đã xếp Sabretooth thứ #193 trong số 200 nhân vật truyện tranh hay nhất mọi thời đại.